# Regina-Elena-Klasse
Die Regina-Elena-Klasse war eine Klasse von vier Schlachtschiffen (Einheitslinienschiffen), die zwischen 1901 und 1908 für die italienische Marine gebaut wurden. Sie wurden von Vittorio Cuniberti entworfen und waren mit einer Bewaffnung von zwei Geschützen mit Kaliber 305 mm und zwölf des Kalibers 203 mm ausgestattet und erreichten eine Höchstgeschwindigkeit von 22 Knoten (41 km/h). Zum Zeitpunkt ihrer Indienststellung waren sie die schnellsten Schlachtschiffe der Welt, schneller sogar als die britische Dreadnought mit Turbinenantrieb. Die Schiffe kamen im Italienisch-Türkischen Krieg 1911–1912 gegen das Osmanische Reich zum Einsatz. Sie unterstützten häufig die italienischen Bodentruppen während der Feldzüge in Nordafrika und auf den Inseln des östlichen Mittelmeers. Im Ersten Weltkrieg, an dem Italien von 1915 bis 1918 teilnahm, kamen die Schiffe aber aufgrund der vorsichtigen Politik der italienischen und österreichisch-ungarischen Marine nicht zum Einsatz. Alle vier Schiffe wurden zwischen 1923 und 1926 ausgemustert und abgewrackt.

## Entwurf
Ab 1899 begann Vittorio Cuniberti mit dem Entwurf eines Kriegsschiffs, das mit einer einheitlichen Bewaffnung von zwölf 203-mm-Kanonen und einer 150 mm dicken Gürtelpanzerung versehen war. Dabei sollte das Schiff bei einer Verdrängung von 8.100 Tonnen eine Höchstgeschwindigkeit von 22 Knoten (41 km/h) erreichen. Dies erwies sich als Ausgangspunkt für Cuniberts spätere Entwürfe, die in der britischen Dreadnought mit ihren großen Kanonen gipfelten. Als der Entwurf von 1899 nicht angenommen wurde, wandte Cuniberti seine Aufmerksamkeit einer neuen Entwurfsanforderung zu: einem 13.210-Tonnen-Schlachtschiff, das schneller als alle britischen und französischen Schlachtschiffe und stärker als die Panzerkreuzer beider Marinen sein sollte. Das Ergebnis war eine modifizierte Version seines früheren Entwurfs, die spätere Regina-Elena-Klasse. Die ersten beiden Schiffe – Regina Elena und Vittorio Emanuele – wurden für das Fiskaljahr 1901 und die Roma und die Napoli im folgenden Jahr genehmigt.

## Technik

### Schiffsmaße
Die Schiffe der Regina-Elena-Klasse hatten eine Gesamtlänge von 144,60 und eine Länge zwischen den Loten von 132,60 m. Sie hatten eine Breite von 22,4 m und einen Tiefgang von 7,91 bis 8,58 m. Die Verdrängung lag zwischen 12.751 und 14.137 t. Die Schiffe hatten eine Besatzung von 742 bis 764 Offizieren und Mannschaften. Ursprünglich waren die Schiffe mit zwei Masten ausgestattet, doch wurden die Fockmasten der Regina Elena und der Napoli nach Umbauten zu Beginn ihrer Dienstzeit entfernt. Die Schiffe besaßen einen leicht nach hinten geneigten Bug und ein langes Vorschiff, das über den Hauptmast hinausreichte.

### Antrieb
Die Schiffe waren mit zwei 4-Zylinder-Verbunddampfmaschinen ausgestattet, die jeweils eine Welle antrieben und insgesamt 22.272 Psi (16.382 kW) entwickelten, mit der sie eine Höchstgeschwindigkeit von 22 Knoten (41 km/h) erreichten. Der Dampf wurde von 28 Wasserrohrkesseln geliefert. Die Regina Elena und Vittorio Emanuele erhielten Belleville- und die Roma und Napoli Babcock-&-Wilcox-Kessel. Die Schiffe konnten maximal 2.032 t Kohle mitführen, was ihnen bei 10 Knoten (19 km/h) eine Reichweite von 10.000 Seemeilen (19.000 km) ermöglichte.

### Bewaffnung
Die Hauptbewaffnung bestand aus zwei 305-mm-Kanonen in zwei Geschütztürmen vor und hinter den Aufbauten. Die Geschütze hatten einen Seitenrichtbereich von −150 bis +150 Grad. Die Kanonen wogen 54 t und hatten bei einer maximalen Elevation von 20° und einer Mündungsgeschwindigkeit von 780 m/s eine Reichweite von 20.000 m. Sie verschossen 400 kg schwere Granaten mit einer Kadenz von ca. 1 Schuss pro Minute.
Die Sekundärbewaffnung setzte sich aus zwölf 203-mm-Kanonen in sechs Zwillingsgeschütztürmen zusammen. Es befanden sich jeweils drei auf jeder Breitseite, wobei die beiden zentralgelegenen Kanonen ein Deck höher lagen als die anderen, damit sie direkt nach vorne und nach hinten schießen konnten. Die Geschütze hatten einen Seitenrichtbereich von −150 bis +150 Grad. Die Kanonen wogen 19,4 t und hatten bei einer maximalen Elevation von 30° und einer Mündungsgeschwindigkeit von 790 m/s eine Reichweite von 18.000 m. Sie verschossen 116 kg schwere Granaten mit einer Kadenz von ca. 2 Schuss pro Minute. Zur Verteidigung gegen Torpedoboote besaßen die Schiffe zwölf 76-mm-Schnellfeuergeschütze. Außerdem hatte das Schiff zwei 450-mm-Torpedorohre unter Wasser installiert.

### Panzerung
Die Schiffe hatten einen Panzergürtel aus Krupp-Zementstahl. Der Gürtel erstreckte sich über die gesamte Länge des Schiffes. Mittschiffs war er 250 mm dick und verjüngte sich nach vorn und achtern auf 102 mm. Das Deck war 38 mm dick. Der Kommandoturm war durch 254 mm Panzerung geschützt. Die Geschütze der Hauptbewaffnung hatten eine 203 mm dicke Panzerung, und die 203-mm-Kanonen waren mit 152 mm Panzerung versehen.

## Dienst
Die vier Schiffe der Regina-Elena-Klasse wurden im Italo-Türkischen Krieg eingesetzt. Dabei nahmen sie in den ersten Kriegsmonaten an den Operationen vor Nordafrika teil und begleiteten unter anderem die Überfahrt des italienischen Expeditionsheeres, das die Kyrenaika erobern sollte. Im weiteren Verlauf des Krieges nahmen sie an der Eroberung von Rhodos und des Dodekanes teil.
Während des Ersten Weltkriegs blieb Italien zunächst neutral, wurde aber 1915 von der Triple Entente überzeugt, in den Krieg gegen Deutschland und Österreich-Ungarn einzutreten. Sowohl die Italiener als auch Österreich-Ungarn verfolgten in den engen Gewässern der Adria eine vorsichtige Flottenpolitik, und so kamen die vier Schiffe der Regina-Elena-Klasse nicht zum Einsatz. Sie verbrachten den Krieg abwechselnd auf den Marinestützpunkten Tarent, Brindisi und Valona. Nach dem Kriegsende wurden die Schiffe der Klasse zu den Schiffen gezählt, die Italien gemäß dem Washingtoner Flottenvertrag behalten durfte. Zwischen Februar 1923 und September 1926 wurden alle vier Schiffe aus dem Marineregister gestrichen und abgewrackt.